# 彭勝竹
彭 勝竹（ほう しょうちく, 1950年2月 - ）は、台湾の軍人。空軍大将。軍事情報局局長、参謀本部副参謀総長、空軍司令、国家安全局長等を歴任した。

## 経歴
空軍軍官学校60年班卒業。1993年、米空軍大学に研修し、駐米軍協組組長（駐在武官相当）として活動した。帰国後、F-16の連隊長、情報署長、玉山警衛室主任、総統府副侍衛長を歴任。
余連発が憲兵司令に任命された時、その補佐として陳水扁総統により侍衛長に任命された。その後、空軍に復帰し、空軍軍官校校長を務め、2005年1月、空軍総部参謀長となる。
2005年6月、余連発の後を継ぎ、軍事情報局長となる。軍事情報局長在任時、インターネットの使用を禁止した。
2006年3月、空軍副参謀総長に任命。2007年7月、空軍司令に任命。
2016年10月、国家安全局長に任命。